# Lista över fornlämningar i Huddinge kommun
Lista över fornlämningar i Huddinge kommun är en förteckning av ett urval av de fornlämningar som finns i Huddinge kommun.

## Huddinge
| Namn                                            | Lämningstyp             | Tillkomsttid | Historisk indelning    | Plats        | Läge                 | ID-nr          | Bild                                      |
| ----------------------------------------------- | ----------------------- | ------------ | ---------------------- | ------------ | -------------------- | -------------- | ----------------------------------------- |
| Huddinge 2:1                                    | Gravfält                |              | Huddinge, Södermanland |              | 59.272789, 17.929141 | 10003000020001 | Ladda upp en bild av detta fornminne      |
| Huddinge 3:1                                    | Gravfält                |              | Huddinge, Södermanland |              | 59.268377, 17.930821 | 10003000030001 | Ladda upp en bild av detta fornminne      |
| Huddinge 9:1                                    | Gravfält                |              | Huddinge, Södermanland |              | 59.237371, 17.917367 | 10003000090001 | Ladda upp en bild av detta fornminne      |
| Huddinge 10:1                                   | Stensättning            |              | Huddinge, Södermanland |              | 59.235482, 17.919333 | 10003000100001 | Ladda upp en bild av detta fornminne      |
| Huddinge 10:2                                   | Stensättning            |              | Huddinge, Södermanland |              | 59.235432, 17.919715 | 10003000100002 | Ladda upp en bild av detta fornminne      |
| Huddinge 11:1                                   | Stensättning            |              | Huddinge, Södermanland |              | 59.238804, 17.909727 | 10003000110001 | Ladda upp en bild av detta fornminne      |
| Huddinge 12:1                                   | Gravfält                |              | Huddinge, Södermanland | Vårby allé   | 59.262666, 17.881711 | 10003000120001 | Ladda upp en till bild av detta fornminne |
| Huddinge 15:1                                   | Gravfält                |              | Huddinge, Södermanland |              | 59.240330, 17.996631 | 10003000150001 | Ladda upp en bild av detta fornminne      |
| Huddinge 17:1                                   | Gravfält                |              | Huddinge, Södermanland |              | 59.238000, 17.995449 | 10003000170001 | Ladda upp en bild av detta fornminne      |
| Huddinge 22:1                                   | Gravfält                |              | Huddinge, Södermanland |              | 59.235327, 17.922534 | 10003000220001 | Ladda upp en bild av detta fornminne      |
| Sö 300/Glömstahällen (Huddinge 24:1)            | Runristning             | 1            | Huddinge, Södermanland | Glömstavägen | 59.234717, 17.914611 | 10003000240001 | Ladda upp en till bild av detta fornminne |
| Huddinge 25:1                                   | Hög                     |              | Huddinge, Södermanland |              | 59.234955, 17.928238 | 10003000250001 | Ladda upp en bild av detta fornminne      |
| Huddinge 25:2                                   | Stensättning            |              | Huddinge, Södermanland |              | 59.234986, 17.927942 | 10003000250002 | Ladda upp en bild av detta fornminne      |
| Huddinge 26:1                                   | Stensättning            |              | Huddinge, Södermanland |              | 59.234920, 17.929375 | 10003000260001 | Ladda upp en bild av detta fornminne      |
| Huddinge 26:2                                   | Stensättning            |              | Huddinge, Södermanland |              | 59.235053, 17.929435 | 10003000260002 | Ladda upp en bild av detta fornminne      |
| Huddinge 28:1                                   | Gravfält                |              | Huddinge, Södermanland |              | 59.234437, 17.936890 | 10003000280001 | Ladda upp en bild av detta fornminne      |
| Huddinge 29:1                                   | Gravfält                |              | Huddinge, Södermanland |              | 59.233993, 17.954326 | 10003000290001 | Ladda upp en bild av detta fornminne      |
| Huddinge 30:1                                   | Gravfält                |              | Huddinge, Södermanland |              | 59.234803, 17.953691 | 10003000300001 | Ladda upp en bild av detta fornminne      |
| Huddinge 37:1                                   | Stensättning            |              | Huddinge, Södermanland |              | 59.266508, 17.869622 | 10003000370001 | Ladda upp en bild av detta fornminne      |
| Skansberget i Segeltorp (Huddinge 39:1)         | Fornborg                |              | Huddinge, Södermanland |              | 59.280219, 17.925185 | 10003000390001 | Ladda upp en till bild av detta fornminne |
| Huddinge 40:1                                   | Stensättning            |              | Huddinge, Södermanland |              | 59.271926, 17.954299 | 10003000400001 | Ladda upp en bild av detta fornminne      |
| Huddinge 44:1                                   | Stensättning            |              | Huddinge, Södermanland |              | 59.234121, 17.976267 | 10003000440001 | Ladda upp en bild av detta fornminne      |
| Huddinge 45:1                                   | Röse                    |              | Huddinge, Södermanland |              | 59.213310, 18.008786 | 10003000450001 | Ladda upp en bild av detta fornminne      |
| Huddinge 45:2                                   | Stensättning            |              | Huddinge, Södermanland |              | 59.213084, 18.008351 | 10003000450002 | Ladda upp en bild av detta fornminne      |
| Huddinge 47:1                                   | Gravfält                |              | Huddinge, Södermanland |              | 59.203757, 18.035984 | 10003000470001 | Ladda upp en bild av detta fornminne      |
| Huddinge 48:1                                   | Stensättning            |              | Huddinge, Södermanland |              | 59.202895, 18.037094 | 10003000480001 | Ladda upp en bild av detta fornminne      |
| Huddinge 49:1                                   | Gravfält                |              | Huddinge, Södermanland |              | 59.201081, 18.015200 | 10003000490001 | Ladda upp en bild av detta fornminne      |
| Huddinge 50:1                                   | Gravfält                |              | Huddinge, Södermanland |              | 59.195899, 18.009944 | 10003000500001 | Ladda upp en bild av detta fornminne      |
| Huddinge 51:1                                   | Gravfält                |              | Huddinge, Södermanland |              | 59.192550, 18.018652 | 10003000510001 | Ladda upp en bild av detta fornminne      |
| Huddinge 52:1                                   | Stensättning            |              | Huddinge, Södermanland |              | 59.191822, 18.019097 | 10003000520001 | Ladda upp en bild av detta fornminne      |
| Huddinge 54:1                                   | Gravfält                |              | Huddinge, Södermanland |              | 59.192606, 18.023151 | 10003000540001 | Ladda upp en bild av detta fornminne      |
| Sö 301/Ågestastenen (Huddinge 55:1)             | Runristning             |              | Huddinge, Södermanland | Ågesta       | 59.229128, 18.073017 | 10003000550001 | Ladda upp en till bild av detta fornminne |
| Huddinge 56:1                                   | Stensättning            |              | Huddinge, Södermanland |              | 59.225182, 18.076549 | 10003000560001 | Ladda upp en till bild av detta fornminne |
| Huddinge 56:2                                   | Stensättning            |              | Huddinge, Södermanland |              | 59.225064, 18.076612 | 10003000560002 | Ladda upp en till bild av detta fornminne |
| Huddinge 56:3                                   | Stensättning            |              | Huddinge, Södermanland |              | 59.225169, 18.076793 | 10003000560003 | Ladda upp en bild av detta fornminne      |
| Huddinge 58:1                                   | Gravfält                |              | Huddinge, Södermanland |              | 59.218870, 18.076524 | 10003000580001 | Ladda upp en till bild av detta fornminne |
| Huddinge 59:1                                   | Stensättning            |              | Huddinge, Södermanland |              | 59.218384, 18.073945 | 10003000590001 | Ladda upp en bild av detta fornminne      |
| Huddinge 60:1                                   | Gravfält                |              | Huddinge, Södermanland |              | 59.217727, 18.070601 | 10003000600001 | Ladda upp en bild av detta fornminne      |
| Huddinge 61:1                                   | Hög                     |              | Huddinge, Södermanland |              | 59.218735, 18.069589 | 10003000610001 | Ladda upp en bild av detta fornminne      |
| Huddinge 62:1                                   | Stensättning            |              | Huddinge, Södermanland |              | 59.218075, 18.067148 | 10003000620001 | Ladda upp en bild av detta fornminne      |
| Huddinge 62:2                                   | Stensättning            |              | Huddinge, Södermanland |              | 59.218003, 18.067178 | 10003000620002 | Ladda upp en bild av detta fornminne      |
| Orlångsjös fornborg (Huddinge 64:1)             | Fornborg                |              | Huddinge, Södermanland |              | 59.219988, 18.054141 | 10003000640001 | Ladda upp en till bild av detta fornminne |
| Huddinge 65:1                                   | Stensättning            |              | Huddinge, Södermanland |              | 59.216383, 18.065254 | 10003000650001 | Ladda upp en bild av detta fornminne      |
| Skansberget i Vidja (Huddinge 67:1)             | Fornborg                |              | Huddinge, Södermanland |              | 59.190421, 18.056905 | 10003000670001 | Ladda upp en till bild av detta fornminne |
| Huddinge 69:1                                   | Stensättning            |              | Huddinge, Södermanland |              | 59.178078, 18.047969 | 10003000690001 | Ladda upp en bild av detta fornminne      |
| Huddinge 70:1                                   | Stensättning            |              | Huddinge, Södermanland |              | 59.175283, 18.051084 | 10003000700001 | Ladda upp en bild av detta fornminne      |
| Södermanlands runinskrifter 378 (Huddinge 71:1) | Runristning             |              | Huddinge, Södermanland | Ekbacken     | 59.178978, 18.064721 | 10003000710001 | Ladda upp en till bild av detta fornminne |
| Mariabergets fornborg (Huddinge 73:1)           | Fornborg                |              | Huddinge, Södermanland |              | 59.162957, 18.026544 | 10003000730001 | Ladda upp en till bild av detta fornminne |
| Huddinge 73:2                                   | Stensättning            |              | Huddinge, Södermanland |              | 59.162547, 18.026193 | 10003000730002 | Ladda upp en bild av detta fornminne      |
| Huddinge 77:1                                   | Gravfält                |              | Huddinge, Södermanland |              | 59.215682, 18.081542 | 10003000770001 | Ladda upp en bild av detta fornminne      |
| Huddinge 79:2                                   | Stensättning            |              | Huddinge, Södermanland |              | 59.213949, 18.082892 | 10003000790002 | Ladda upp en bild av detta fornminne      |
| Huddinge 79:3                                   | Stensättning            |              | Huddinge, Södermanland |              | 59.214290, 18.082177 | 10003000790003 | Ladda upp en bild av detta fornminne      |
| Huddinge 79:4                                   | Stensättning            |              | Huddinge, Södermanland |              | 59.214411, 18.082267 | 10003000790004 | Ladda upp en bild av detta fornminne      |
| Huddinge 83:1                                   | Fornborg                |              | Huddinge, Södermanland |              | 59.212716, 18.061903 | 10003000830001 | Ladda upp en bild av detta fornminne      |
| Huddinge 87:1                                   | Gravfält                |              | Huddinge, Södermanland |              | 59.201781, 18.145263 | 10003000870001 | Ladda upp en bild av detta fornminne      |
| Huddinge 88:1                                   | Hög                     |              | Huddinge, Södermanland |              | 59.200544, 18.138786 | 10003000880001 | Ladda upp en bild av detta fornminne      |
| Huddinge 89:1                                   | Stensättning            |              | Huddinge, Södermanland |              | 59.200674, 18.137233 | 10003000890001 | Ladda upp en bild av detta fornminne      |
| Huddinge 89:2                                   | Stensättning            |              | Huddinge, Södermanland |              | 59.200675, 18.137548 | 10003000890002 | Ladda upp en bild av detta fornminne      |
| Huddinge 90:1                                   | Gravfält                |              | Huddinge, Södermanland |              | 59.200361, 18.138067 | 10003000900001 | Ladda upp en bild av detta fornminne      |
| Huddinge 95:1                                   | Gravfält                |              | Huddinge, Södermanland |              | 59.188294, 18.101667 | 10003000950001 | Ladda upp en bild av detta fornminne      |
| Huddinge 96:1                                   | Stensättning            |              | Huddinge, Södermanland |              | 59.177717, 18.080101 | 10003000960001 | Ladda upp en bild av detta fornminne      |
| Huddinge 97:1                                   | Fornborg                |              | Huddinge, Södermanland |              | 59.225335, 17.973602 | 10003000970001 | Ladda upp en bild av detta fornminne      |
| Visättra fornborg (Huddinge 105:1)              | Fornborg                |              | Huddinge, Södermanland |              | 59.221442, 17.974512 | 10003001050001 | Ladda upp en till bild av detta fornminne |
| Huddinge 108:1                                  | Gravfält                |              | Huddinge, Södermanland |              | 59.227392, 17.952929 | 10003001080001 | Ladda upp en bild av detta fornminne      |
| Huddinge 109:1                                  | Gravfält                |              | Huddinge, Södermanland |              | 59.228523, 17.949433 | 10003001090001 | Ladda upp en bild av detta fornminne      |
| Huddinge 110:1                                  | Stensättning            |              | Huddinge, Södermanland |              | 59.229001, 17.948328 | 10003001100001 | Ladda upp en bild av detta fornminne      |
| Huddinge 110:2                                  | Stensättning            |              | Huddinge, Södermanland |              | 59.229101, 17.948210 | 10003001100002 | Ladda upp en bild av detta fornminne      |
| Huddinge 112:1                                  | Gravfält                |              | Huddinge, Södermanland |              | 59.234809, 17.926854 | 10003001120001 | Ladda upp en bild av detta fornminne      |
| Huddinge 113:1                                  | Gravfält                |              | Huddinge, Södermanland |              | 59.235541, 17.930781 | 10003001130001 | Ladda upp en bild av detta fornminne      |
| Huddinge 115:1                                  | Stensättning            |              | Huddinge, Södermanland |              | 59.234980, 17.930167 | 10003001150001 | Ladda upp en bild av detta fornminne      |
| Huddinge 116:1                                  | Hög                     |              | Huddinge, Södermanland |              | 59.234443, 17.931801 | 10003001160001 | Ladda upp en bild av detta fornminne      |
| Huddinge 116:3                                  | Stensättning            |              | Huddinge, Södermanland |              | 59.234298, 17.931880 | 10003001160003 | Ladda upp en bild av detta fornminne      |
| Huddinge 117:1                                  | Gravfält                |              | Huddinge, Södermanland |              | 59.235742, 17.943905 | 10003001170001 | Ladda upp en bild av detta fornminne      |
| Huddinge 118:1                                  | Gravfält                |              | Huddinge, Södermanland |              | 59.234288, 17.943855 | 10003001180001 | Ladda upp en till bild av detta fornminne |
| Huddinge 119:1                                  | Gravfält                |              | Huddinge, Södermanland |              | 59.233695, 17.951890 | 10003001190001 | Ladda upp en till bild av detta fornminne |
| Huddinge 119:2                                  | Hällristning            |              | Huddinge, Södermanland |              | 59.233696, 17.951380 | 10003001190002 | Ladda upp en bild av detta fornminne      |
| Huddinge 120:1                                  | Stensättning            |              | Huddinge, Södermanland |              | 59.241845, 17.928755 | 10003001200001 | Ladda upp en bild av detta fornminne      |
| Stensättra fornborg (Huddinge 122:1)            | Fornborg                |              | Huddinge, Södermanland |              | 59.214213, 17.991979 | 10003001220001 | Ladda upp en till bild av detta fornminne |
| Huddinge 123:1                                  | Gravfält                |              | Huddinge, Södermanland |              | 59.211220, 17.996444 | 10003001230001 | Ladda upp en bild av detta fornminne      |
| Huddinge 133:1                                  | Stensättning            |              | Huddinge, Södermanland |              | 59.234820, 17.955125 | 10003001330001 | Ladda upp en bild av detta fornminne      |
| Huddinge 133:2                                  | Stensättning            |              | Huddinge, Södermanland |              | 59.234651, 17.955010 | 10003001330002 | Ladda upp en bild av detta fornminne      |
| Huddinge 133:3                                  | Stensättning            |              | Huddinge, Södermanland |              | 59.234719, 17.955277 | 10003001330003 | Ladda upp en bild av detta fornminne      |
| Huddinge 133:4                                  | Stensättning            |              | Huddinge, Södermanland |              | 59.234817, 17.955896 | 10003001330004 | Ladda upp en bild av detta fornminne      |
| Huddinge 134:1                                  | Stensättning            |              | Huddinge, Södermanland |              | 59.267357, 17.876108 | 10003001340001 | Ladda upp en bild av detta fornminne      |
| Huddinge 135:1                                  | Gravfält                |              | Huddinge, Södermanland |              | 59.267547, 17.878386 | 10003001350001 | Ladda upp en bild av detta fornminne      |
| Segeltorps järnåldersgård (Huddinge 156:1)      | Stensättning            |              | Huddinge, Södermanland |              | 59.272811, 17.942643 | 10003001560001 | Ladda upp en till bild av detta fornminne |
| Huddinge 156:2                                  | Stensättning            |              | Huddinge, Södermanland |              | 59.272707, 17.942435 | 10003001560002 | Ladda upp en bild av detta fornminne      |
| Huddinge 156:3                                  | Stensättning            |              | Huddinge, Södermanland |              | 59.272851, 17.942426 | 10003001560003 | Ladda upp en bild av detta fornminne      |
| Huddinge 161:1                                  | Stensättning            |              | Huddinge, Södermanland |              | 59.244588, 17.954816 | 10003001610001 | Ladda upp en bild av detta fornminne      |
| Huddinge 164:1                                  | Stensättning            |              | Huddinge, Södermanland |              | 59.237006, 17.933384 | 10003001640001 | Ladda upp en bild av detta fornminne      |
| Huddinge 166:1                                  | Stensättning            |              | Huddinge, Södermanland |              | 59.236516, 17.922878 | 10003001660001 | Ladda upp en bild av detta fornminne      |
| Huddinge 179:1                                  | Stensättning            |              | Huddinge, Södermanland |              | 59.210384, 18.070214 | 10003001790001 | Ladda upp en bild av detta fornminne      |
| Huddinge 179:2                                  | Stensättning            |              | Huddinge, Södermanland |              | 59.210193, 18.070377 | 10003001790002 | Ladda upp en bild av detta fornminne      |
| Huddinge 179:3                                  | Stensättning            |              | Huddinge, Södermanland |              | 59.210318, 18.070403 | 10003001790003 | Ladda upp en bild av detta fornminne      |
| Huddinge 183:1                                  | Stensättning            |              | Huddinge, Södermanland |              | 59.267335, 17.871440 | 10003001830001 | Ladda upp en bild av detta fornminne      |
| Huddinge 185:1                                  | Stensättning            |              | Huddinge, Södermanland |              | 59.267805, 17.882992 | 10003001850001 | Ladda upp en bild av detta fornminne      |
| Huddinge 186:1                                  | Hög                     |              | Huddinge, Södermanland |              | 59.263850, 17.875736 | 10003001860001 | Ladda upp en bild av detta fornminne      |
| Huddinge 193:1                                  | Stensättning            |              | Huddinge, Södermanland |              | 59.172386, 18.045541 | 10003001930001 | Ladda upp en bild av detta fornminne      |
| Huddinge 197:1                                  | Gravfält                |              | Huddinge, Södermanland |              | 59.266779, 17.891894 | 10003001970001 | Ladda upp en bild av detta fornminne      |
| Huddinge 198:1                                  | Stensättning            |              | Huddinge, Södermanland |              | 59.266523, 17.875991 | 10003001980001 | Ladda upp en bild av detta fornminne      |
| Huddinge 229:1                                  | Stensättning            |              | Huddinge, Södermanland |              | 59.201966, 18.155375 | 10003002290001 | Ladda upp en till bild av detta fornminne |
| Huddinge 232:1                                  | Hög                     |              | Huddinge, Södermanland |              | 59.198984, 18.031389 | 10003002320001 | Ladda upp en bild av detta fornminne      |
| Huddinge 233:1                                  | Stensättning            |              | Huddinge, Södermanland |              | 59.198891, 18.029371 | 10003002330001 | Ladda upp en bild av detta fornminne      |
| Huddinge 235:1                                  | Stensättning            |              | Huddinge, Södermanland |              | 59.241270, 17.997979 | 10003002350001 | Ladda upp en bild av detta fornminne      |
| Kolerakyrkogården (Huddinge 236:1)              | Begravningsplats        |              | Huddinge, Södermanland |              | 59.240047, 17.898339 | 10003002360001 | Ladda upp en bild av detta fornminne      |
| Huddinge 241:1                                  | Stensättning            |              | Huddinge, Södermanland |              | 59.192611, 18.022505 | 10003002410001 | Ladda upp en bild av detta fornminne      |
| Huddinge 248:1                                  | Grav- och boplatsområde |              | Huddinge, Södermanland |              | 59.176176, 18.045094 | 10003002480001 | Ladda upp en bild av detta fornminne      |
| Huddinge 253:1                                  | Stensättning            |              | Huddinge, Södermanland |              | 59.165876, 18.096848 | 10003002530001 | Ladda upp en bild av detta fornminne      |
| Skräddaråsen (Huddinge 269:1)                   | Lägenhetsbebyggelse     |              | Huddinge, Södermanland |              | 59.186403, 18.022571 | 10003002690001 | Ladda upp en bild av detta fornminne      |
| Huddinge 381:1                                  | Stensättning            |              | Huddinge, Södermanland |              | 59.210269, 17.964396 | 10003003810001 | Ladda upp en bild av detta fornminne      |
| Huddinge 399:1                                  | Hällristning            |              | Huddinge, Södermanland |              | 59.234371, 17.942702 | 10003003990001 | Ladda upp en till bild av detta fornminne |
| Huddinge 399:2                                  | Hällristning            |              | Huddinge, Södermanland |              | 59.234232, 17.942657 | 10003003990002 | Ladda upp en bild av detta fornminne      |